# Epoca bronzului pe teritoriul României
Epoca bronzului în România este o perioadă din preistoria României împărțită în Epoca bronzului timpuriu (circa 3.500-2.200 î.Hr.), Epoca bronzului mijlociu (circa 2.200 - 1.600/1.500 î.Hr.) și Epoca bronzului târziu (circa 1.600/1.500 - 1.100 î.Hr.).

## Periodizare
De-a lungul vremii, au existat mai multe periodizări ale Epocii bronzului aplicate spațiului românesc. A fost folosită periodizarea lui Paul Reinecke pentru spațiul central-european, care împărțea epoca bronzului în patru faze (A, B, C și D), pe baza asocierilor obiectelor de bronz.

### Faza A (I) -Epoca bronzuluitimpuriu (circa 3.500-2.200 î.Hr.)
cultura Cucuteni - cultură arheologică eneolitică (epoca pietrei șlefuite și a aramei)
cultura Baden-Coțofeni
cultura "Cernavodă III-Belleraz"
cultura Glina - cea mai importantă cultură din Muntenia și Oltenia
"cultura” Verbicioara
cultura Monteoru A1

### Faza B (II) - Epoca bronzului mijlociu (circa 2.200 - 1.600/1.500 î.Hr.)
cultura Otomani
cultura Wietenberg
cultura Mureș, 
cultura "Žuto Brdo - Gârla Mare"
cultura Monteoru
complexul Noua-Sabatinovka-Coslogeni

### Faza C (III) - Epoca bronzului târziu (circa 1.600/1.500 - 1.100 î.Hr.)
Glina III
Verbicioara III - practica incinerației
cultura Monteoru
complexul Noua-Sabatinovka-Coslogeni

### Faza D (IV) - ...
Verbicioara IV

### Faza E (V) - ...
Verbicioara V

### Caracteristici
Societatea neolitică se caracterizează prin economie de tip predominant agrar, practici funerare specifice și o religie bazată pe un cult al fecundității. Tipul de societate se apropie poate de acea “peer policy” (egalitarism), după Colin Renfrew.
În spațiul românesc, apare o cultură arheologică eneolitică (epoca pietrei șlefuite și a aramei), care se numără printre cele mai vechi din Europa: cultura Cucuteni. Această cultură este probabil ultima care a creat ceramică pictată din Europa. 
În Epoca Bronzului timpuriu au început să se dezvolte diferite culturi arheologice: cultura Baden-Coțofeni, cultura "Cernavodă III-Belleraz", cultura Glina, "cultura” Verbicioara etc. În această perioadă, cea mai importantă cultură din Muntenia și Oltenia este cultura Glina. Ocupațiile principale ale oamenilor sunt: agricultura, extragerea minereurilor și creșterea animalelor. Locuințele sunt rectangulare și de dimensiuni medii. În ultima perioadă a bronzului timpuriu întâlnim tipuri vaste de podoabe (inele de buclă, brățări, coliere, pandantive lucrate special din cupru, aur, argint și, în special, bronz).
"Cultura” Verbicioara a fost identificată în anul 1949 prin săpăturile din stațiunea eponimă. La prima prezentare (foarte succintă de altfel) se considera că a avut o origine vestică, legată de complexele Periam-Pecica și Vatina, pătrunzând în Oltenia după grupa Glina III, pe care o împinge către est. Referitor la înmormântări, se considera că, la început, obiceiul era cel a înhumării morților, pentru ca apoi, în a III-a fază, să se constate practica incinerației. Pe baza conținutului material, Verbicioara a fost inclusă în cinci faze.

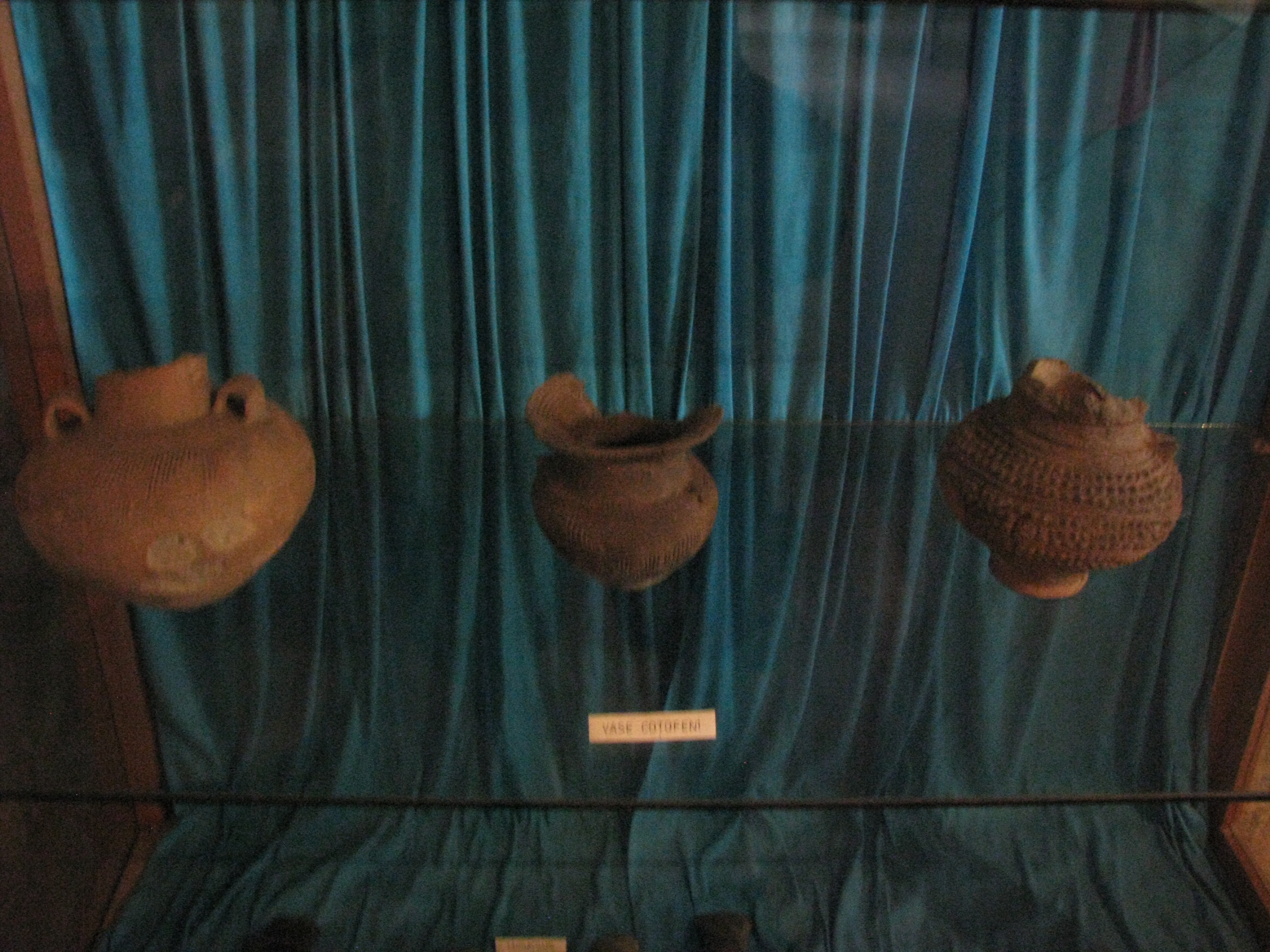
Muzeul de Istorie din Aiud, 2011 d.Hr. – ceramica Culturii Coțofeni

În perioada bronzului mijlociu, populația din România și țările vecine a fost delimitată de apariția mai multor culturi importante; printre care se remarcă: cultura Otomani (întâlnită în Slovacia, în România la Sălacea), cultura Wietenberg (întâlnită în Transilvania), cultura Mureș, cultura Gârla Mare (de la care s-au păstrat niște minunate figurine și statuete din lut).
Economia Epocii Bronzului se baza pe creșterea oilor, a caprelor și a porcilor. În cultura Wietenberg, vitele mari au fost folosite, alături de cabaline, pentru tracțiune și hrană.
În timpul Epocii Bronzului s-a constatat o evoluție importantă, în special pe plan economic, față de eneolitic. S-au înmulțit, în același timp, și manifestările artistice, reprezentate de cultura Gârla Mare, prin statuetele complexe, lucrate din lut.
|  |  | Middle Bronze Age in Ukraine (first half of the 2nd millennium BC) |

|  |  |

## Religia
Ideea generală despre Epoca bronzului este aceea că se instalează cultele uraniene (solare). Ca argumente, sunt folosite unele motive ornamentale, considerate a fi simboluri solare, ce apar frecvent redate pe ceramică sau pe piesele din metal: cercurile concentrice, cercurile însoțite de raze, zvastica. Însăși incinerația este considerată a fi legată de aceste culte.
În spațiul românesc sunt cunoscute trei sanctuare din Epoca bronzului: 
- Sălacea (cultura Otomani, faza a II-a), județul Bihor; 
- Balej (cultura Gârla Mare) din Bulgaria
- Monteoru (cultura Monteoru, județul Buzău).
Din aria culturii Wietenberg, faza II, se cunoaște un loc de cult la Oarța de Sus.
În legătură cu plastica antropomorfă, aceasta este mai slab reprezentată în această perioadă decât în perioada neoliticului. Singura cultură din spațul nostru care este foarte bine reprezentată, din acest punct de vedere, este cultura "Žuto Brdo - Gârla Mare", la care se adaugă cultura "Szeremle-Bijelo Brdo-Dalj" din Ungaria și Croația. În aria celor două culturi s-au descoperit în jur de 340 piese, dintre care 244 sunt din aria Gârla Mare.
S-au descoperit din această perioadă și topoare miniaturale din lut (topoare-ciocan) sau securi duble. Securea dublă (labrys-ul) este frecvent în lumea minoică și cea miceniană unde apare, cel mai adesea, în complexe de cult și morminte (mormântul securii duble de la Knossos), mai rar în complexe profane. În spațiul micenian are dimensiuni diferite, de la forme miniaturale până la forme uriașe, de 1,20 de metri. Totuși, labrys-ul apare frecvent asociat și cu luna și poate fi și un simbol al unei zeițe a vegetației, precursoare a Demetrei, care apare reprezentată pe sigilii miceniene așezată sub un arbore. Ea are un topor în mână și primește, în dar, măciulii de mac și fructe.

### Rit funerar
În privința ritului funerar, atât morminte de înhumație cât și incinerație au putut fi descoperite. Obiceiul incinerației a fost adus localnicilor din spațiul românesc de către culturile occidentale. Culturile locale adesea practicau fie una dintre cele două modalități, fie pe cealaltă, însă mai rar se practicau amândouă în același timp.